# Boreč (okres Mladá Boleslav)
Obec Boreč (německy Boretsch) se nachází v okrese Mladá Boleslav, kraj Středočeský. Rozkládá se asi třináct kilometrů západně od Mladé Boleslavi. Žije zde 280 obyvatel. Dělí se na dvě části: Boreč a Žebice.

## Historie
První písemná zmínka o obci pochází z roku 1384.

### Územněsprávní začlenění
Dějiny územněsprávního začleňování zahrnují období od roku 1850 do současnosti. V chronologickém přehledu je uvedena územně administrativní příslušnost obce v roce, kdy ke změně došlo:
- 1850 země česká, kraj Jičín, politický okres Mladá Boleslav, soudní okres Bělá[4]
- 1855 země česká, kraj Mladá Boleslav, soudní okres Bělá[4]
- 1868 země česká, politický okres Mnichovo Hradiště, soudní okres Bělá[4]
- 1939 země česká, Oberlandrat Jičín, politický okres Mnichovo Hradiště, soudní okres Bělá pod Bezdězem[5]
- 1942 země česká, Oberlandrat Praha, politický okres Mladá Boleslav, soudní okres Bělá pod Bezdězem[6]
- 1945 země česká, správní okres Mnichovo Hradiště, soudní okres Bělá pod Bezdězem[7]
- 1949 Liberecký kraj, okres Doksy[8]
- 1960 Středočeský kraj, okres Mladá Boleslav[9]

### Rok 1932
Ve vsi Boreč s 330obyvateli v roce 1932 byly evidovány tyto živnosti a obchody: cihelna, 2 hostince, kolář, kovář, krejčí, 3 obuvníci, 3 rolníci, řezník, obchod se smíšeným zbožím, trafika, velkostatek.

## Obecní správa a politika
V letech 2010–2014 byl starostou Josef Hrubý, od roku 2010 funkci vykonává Ladislav Pakosta.

## Doprava
Silniční doprava
Obcí prochází silnice III. třídy.
Železniční doprava
Železniční trať ani stanice na území obce nejsou. Nejblíže obci je železniční dopravna Skalsko ve vzdálenosti 3,5 km ležící na trati 076 z Mělníka do Mladé Boleslavi
Autobusová doprava
V obci měly v pracovních dnech května 2011 zastávky příměstské autobusové linky Mšeno-Mladá Boleslav (4 spoje tam i zpět) (dopravce ČSAD Střední Čechy, a.s.), Mladá Boleslav-Bezno-Katusice (2 spoje tam, 1 spoj zpět) a Bělá pod Bezdězem-Bezno-Praha (1 spoj tam i zpět) (dopravce TRANSCENTRUM bus, s.r.o.) 

## Pamětihodnosti
- Dům čp. 2
- Brána usedlosti čp. 4

## Osobnosti
- Pavel Projsa, (1860–1922),  český prozaik, novinář, redaktor a překladatel

## Další fotografie

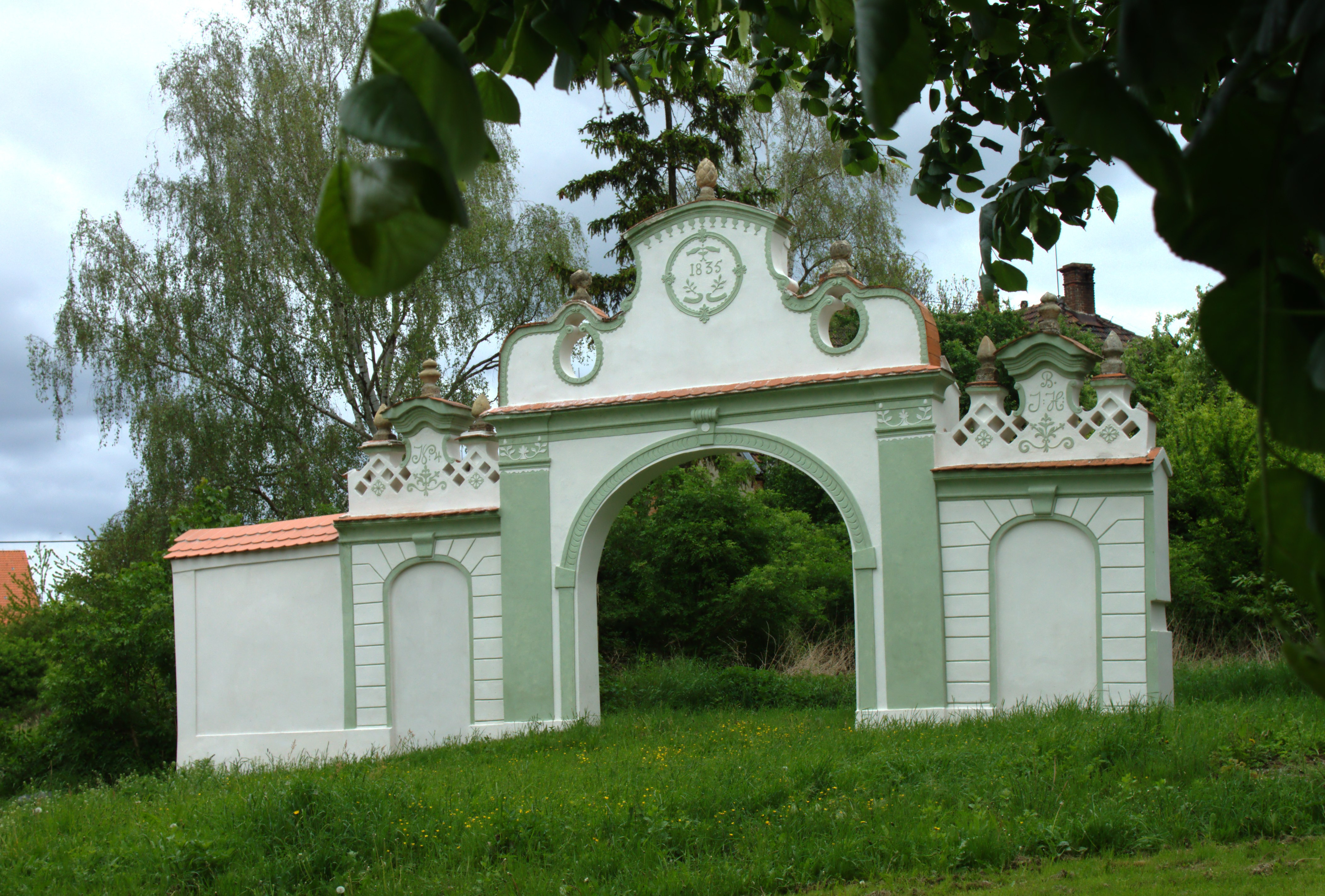
Barokní brána
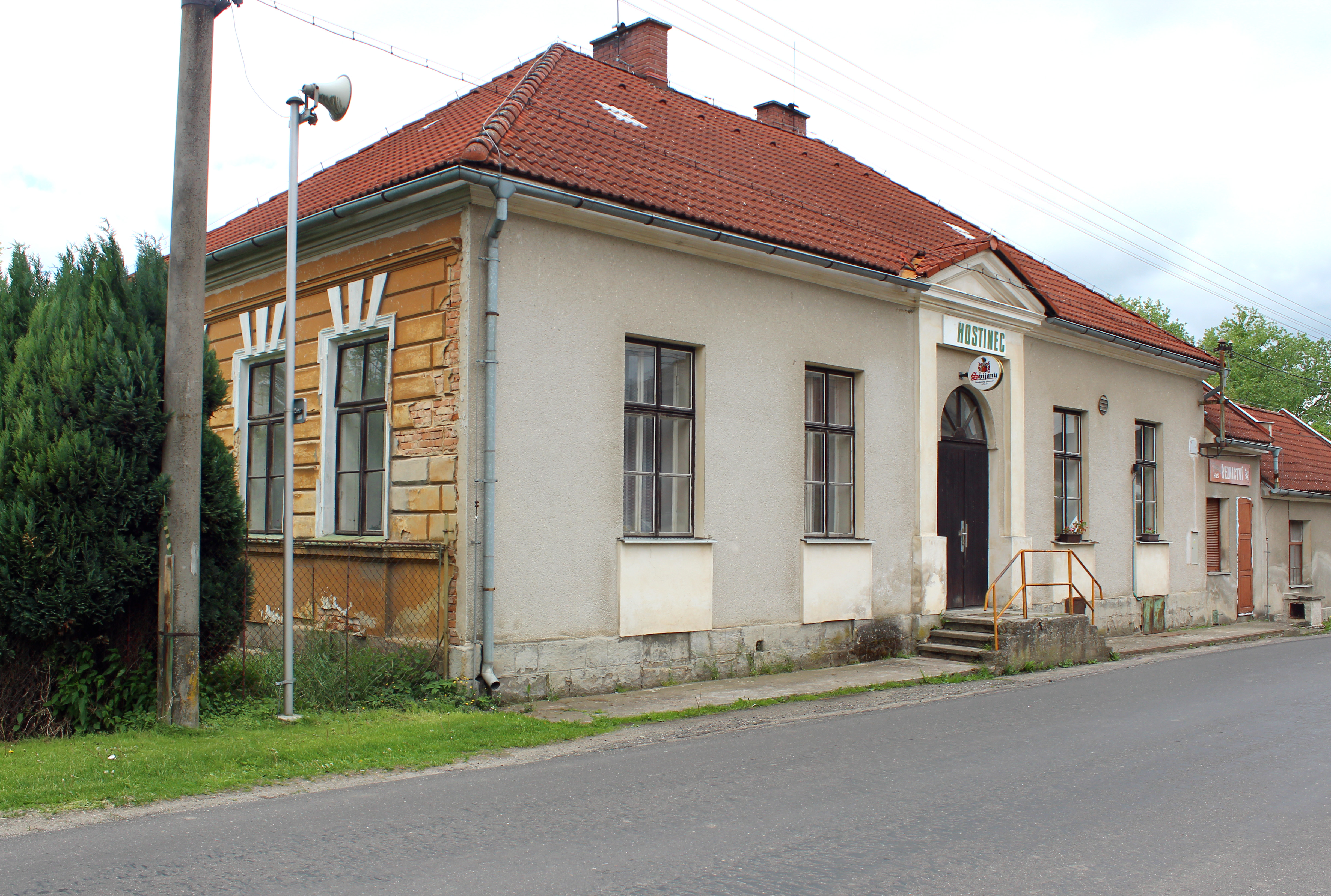
Hospoda
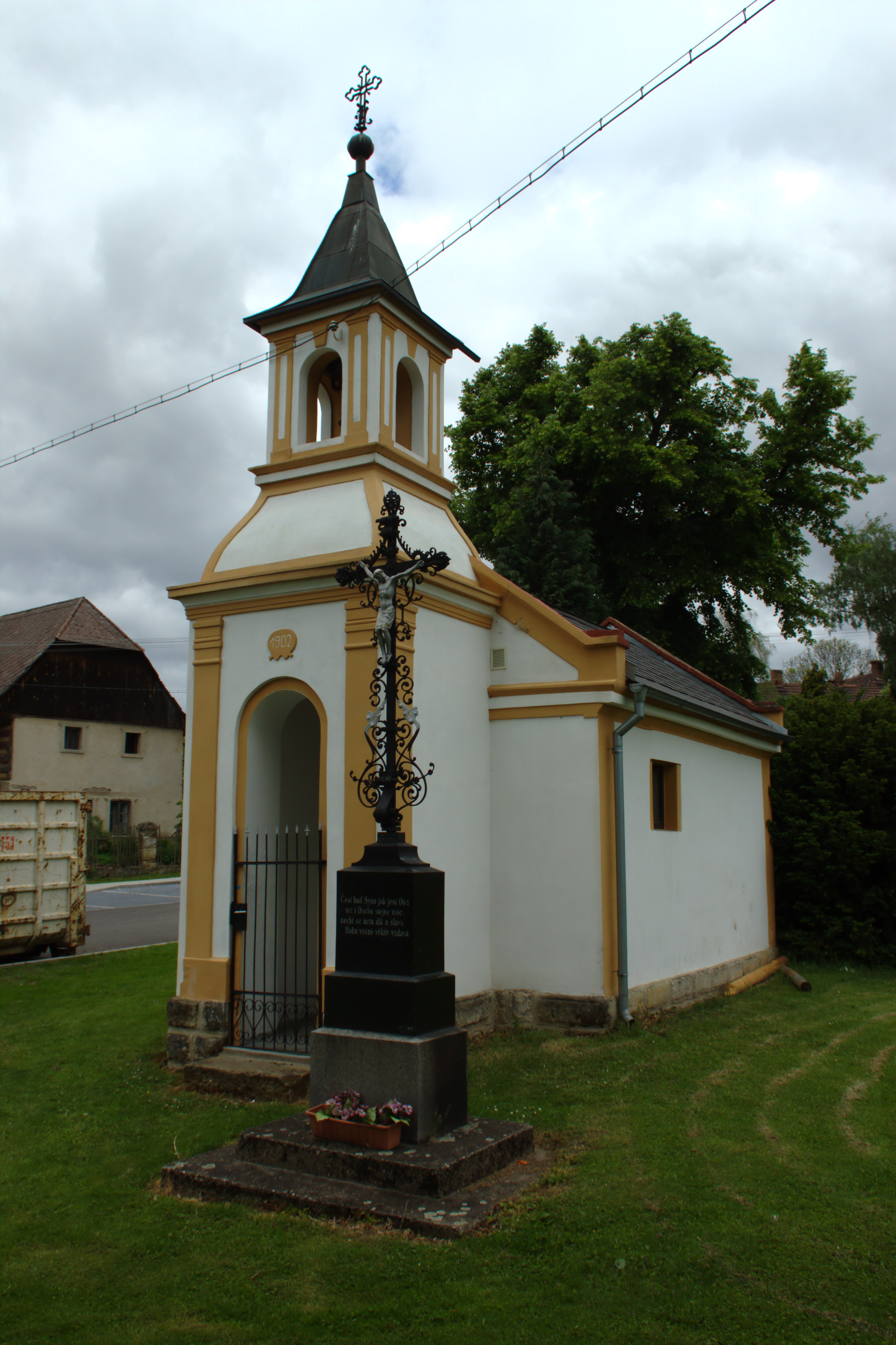
Kaplička na návsi